# Diocesi di Choluteca
La diocesi di Choluteca (in latino Dioecesis Cholutecensis) è una sede della Chiesa cattolica in Honduras suffraganea dell'arcidiocesi di Tegucigalpa. Nel 2021 contava 544.370 battezzati su 726.250 abitanti. È retta dal vescovo Teodoro Gómez Rivera.

## Territorio
La diocesi comprende i dipartimenti di Choluteca e Valle nella parte meridionale dell'Honduras.
Sede vescovile è la città di Choluteca, dove si trova la cattedrale dell'Immacolata Concezione di Maria Vergine.
Il territorio si estende su una superficie di 6.282 km² ed è suddiviso in 16 parrocchie.

## Storia
La prelatura territoriale di Choluteca fu eretta l'8 settembre 1964 con la bolla Inter munia di papa Paolo VI, ricavandone il territorio dall'arcidiocesi di Tegucigalpa.
Il 29 agosto 1979 la prelatura territoriale è stata elevata a diocesi con la bolla In hac beatissimi di papa Giovanni Paolo II.

## Cronotassi dei vescovi
Si omettono i periodi di sede vacante non superiori ai 2 anni o non storicamente accertati.
- Marcel Gérin y Boulay, P.M.E. † (9 settembre 1964 - 14 aprile 1984 ritirato)
- Raúl Corriveau, P.M.E. (14 aprile 1984 succeduto - 17 dicembre 2005 ritirato)
- Guido Plante, P.M.E. † (17 dicembre 2005 succeduto - 13 luglio 2012 ritirato)
- Guy Charbonneau, P.M.E. (26 gennaio 2013 - 26 gennaio 2023 ritirato)
- Teodoro Gómez Rivera, dal 26 gennaio 2023

## Statistiche
La diocesi nel 2021 su una popolazione di 726.250 persone contava 544.370 battezzati, corrispondenti al 75,0% del totale.
| anno | popolazione | popolazione | popolazione | presbiteri | presbiteri | presbiteri | presbiteri                | diaconi | religiosi | religiosi | parrocchie |
| anno | battezzati  | totale      | %           | numero     | secolari   | regolari   | battezzati per presbitero | diaconi | uomini    | donne     | parrocchie |
| ---- | ----------- | ----------- | ----------- | ---------- | ---------- | ---------- | ------------------------- | ------- | --------- | --------- | ---------- |
| 1966 | 270.000     | 275.000     | 98,2        | 25         | 25         |            | 10.800                    |         | 4         | 40        | 9          |
| 1970 | 289.305     | 301.360     | 96,0        | 38         | 8          | 30         | 7.613                     |         | 71        | 46        | 10         |
| 1976 | 272.700     | 303.000     | 90,0        | 26         | 3          | 23         | 10.488                    | 1       | 26        | 35        | 10         |
| 1980 | 299.660     | 342.406     | 87,5        | 26         | 3          | 23         | 11.525                    |         | 23        | 38        | 11         |
| 1990 | 371.827     | 416.807     | 89,2        | 24         | 9          | 15         | 15.492                    |         | 15        | 55        | 11         |
| 1999 | 470.421     | 548.598     | 85,7        | 28         | 17         | 11         | 16.800                    |         | 14        | 60        | 11         |
| 2000 | 504.698     | 566.537     | 89,1        | 26         | 16         | 10         | 19.411                    |         | 12        | 57        | 12         |
| 2001 | 530.000     | 600.000     | 88,3        | 26         | 16         | 10         | 20.384                    |         | 12        | 55        | 12         |
| 2002 | 510.000     | 585.000     | 87,2        | 27         | 17         | 10         | 18.888                    |         | 12        | 63        | 13         |
| 2003 | 522.000     | 595.500     | 87,7        | 27         | 18         | 9          | 19.333                    |         | 11        | 64        | 13         |
| 2004 | 520.000     | 595.000     | 87,4        | 33         | 24         | 9          | 15.757                    |         | 9         | 61        | 13         |
| 2006 | 532.000     | 614.000     | 86,6        | 28         | 21         | 7          | 19.000                    |         | 7         | 52        | 14         |
| 2013 | 610.000     | 730.000     | 83,6        | 30         | 27         | 3          | 20.333                    |         | 3         | 62        | 14         |
| 2016 | 643.885     | 771.035     | 83,5        | 32         | 31         | 1          | 20.121                    |         | 1         | 53        | 14         |
| 2019 | 527.250     | 703.300     | 75,0        | 32         | 31         | 1          | 16.476                    |         | 1         | 54        | 16         |
| 2021 | 544.370     | 726.250     | 75,0        | 32         | 30         | 2          | 17.011                    |         | 2         | 55        | 16         |